# バーリントン・ハウス (ロンドン)
座標: 北緯51度30分32秒 西経0度8分22秒 / 北緯51.50889度 西経0.13944度

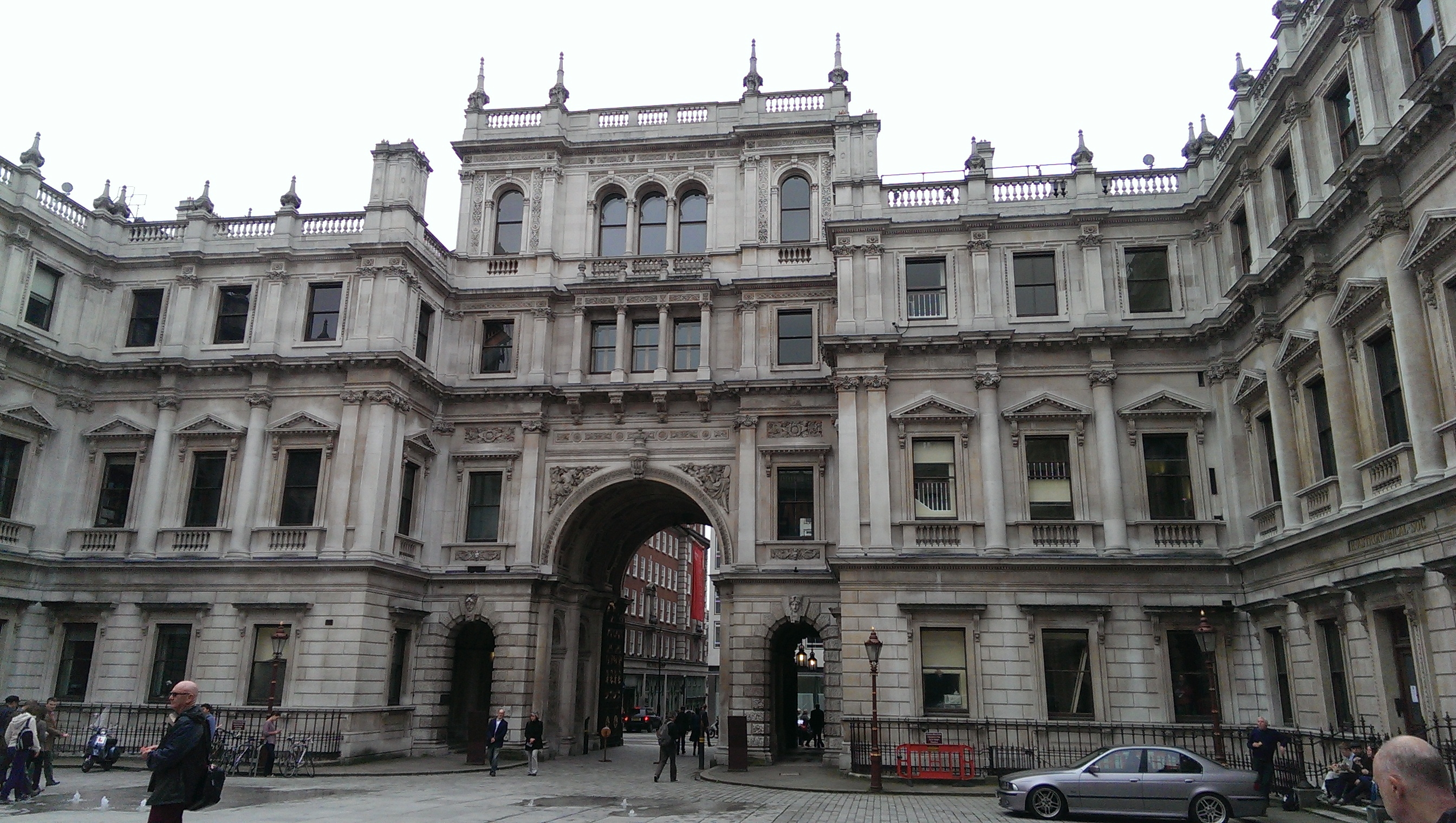
撮影：2013年

バーリントン・ハウス (英: Burlington House) はロンドンのピカデリーにある建物。ロイヤル・アカデミー・オブ・アーツの仮設美術展示会場として よく知られている。 元々パッラーディオ建築によるバーリントン伯爵家のタウンハウスとして使われていた私邸だったものを、19世紀半ばに英国政府が買い上げ、その後拡張した。
中庭の東西両翼と南端にあるピカデリーウィングは、以下、5つの協会で占められ「中庭協会」 (the Courtyard Societies) として知られている。
- ロンドン地質学会
- ロンドン・リンネ協会
- 王立天文学会
- ロンドン考古協会
- 王立化学会

## 歴史

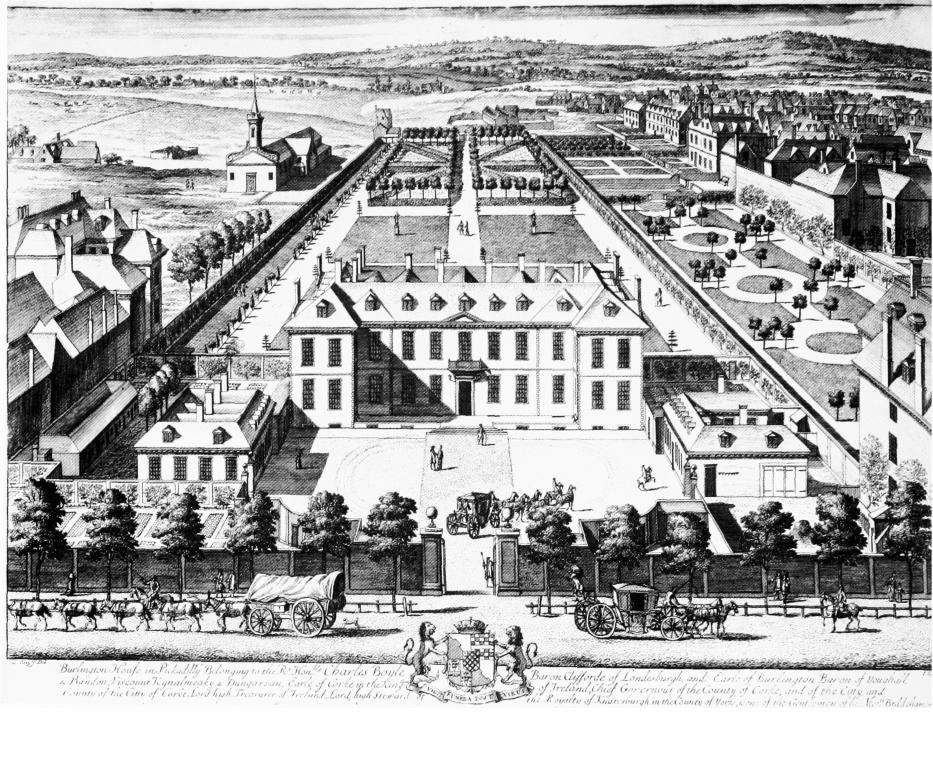
南側から見たバーリントン・ハウス 1698年頃

国道であったピカデリー・サーカスの北側に建てられた、大規模な民間住宅のうち最も古い建物のひとつである。1664年頃ジョン・デンハム卿 (Sir John Denham) (英語版) により建てられた。中庭のある、赤レンガ・ダブル杭・寄棟造 (hip-roof) を使った邸宅で、その時代の典型、少し時代遅れのスタイルだった。デンハム卿自身が建築家としてその邸宅の建築に関わったのか、あるいは1667年に不完全な状態で、後にその名の由来となる初代バーリントン伯爵リチャード・ボイルに売却された後にその建築に関与したヒュー・メイ を雇ったのかは定かではない。その後バーリントンは建物を完成させた。
1704年、建物は　当時10歳の第3代バーリントン伯爵リチャード・ボイルに譲られ、彼はその後イギリスにおけるパッラーディオ建築ムーブメントの中心的なスポンサーとなり、彼自身も建築家となった。
1709年、まだ未成年であったバーリントンに替わって後見人を務めていたジュリアナ未亡人は、階段の再構成と後年ウィリアム・チェンバーズ卿 に「建築物の最高傑作のひとつ」と称賛されたドーリア式柱廊を含む建物の外観の変更を、ジェームズ・ギブズ に委託した。柱廊と前庭 (cour d'honneur) (英語版) により、建物は都市化の進むピカデリーサーカスと分離された。建物内部では、玄関ホールと階段に、セバスティアーノ・リッチ (Sebastiano Ricci)  とジョバンニ・アントニオ・ペレグリーニ (Giovanni Antonio Pellegrini)によるバロック様式の絵画が飾られ、ロンドンで最も高価な内装の一つとなった。

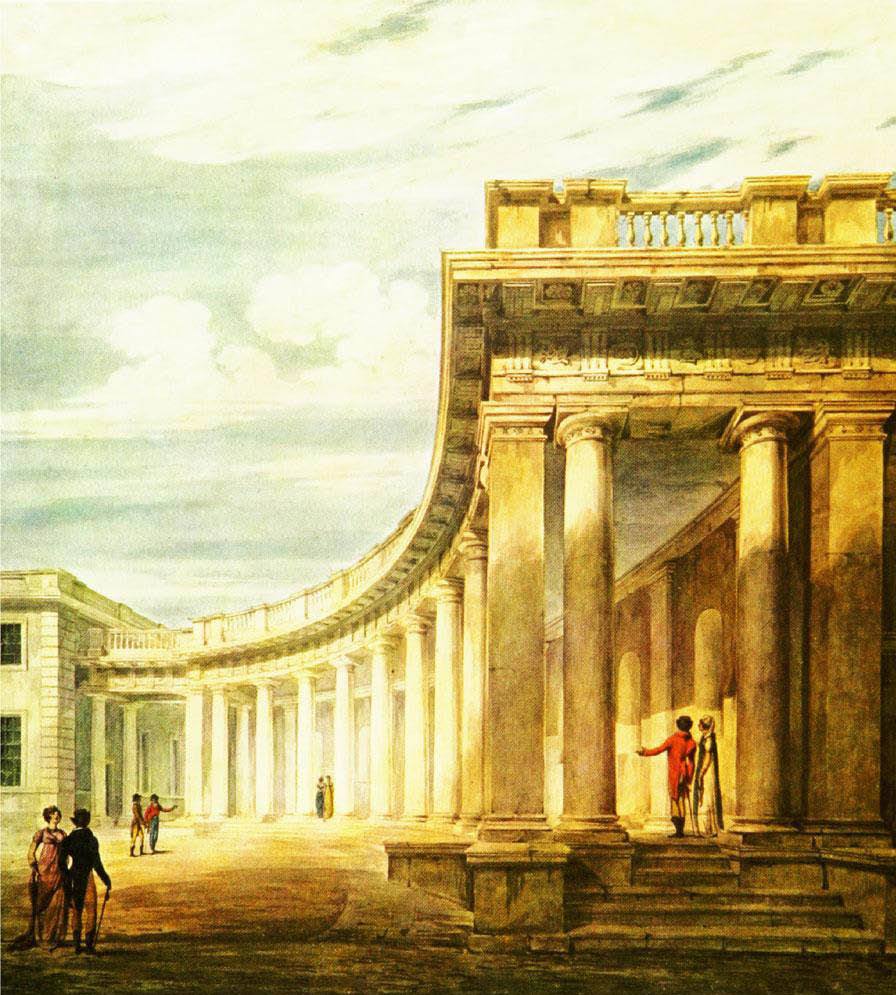
ジェームズ・ギブズによる柱廊 1806-08年頃の水彩画

1714年と1719年のイタリアへのグランドツアーの間に、バーリントン伯爵の嗜好は、ジャコモ・レオーニ のパッラーディオ建築に関する出版で大きく変わった。1717年か1718年にクリストファー・レン卿のバロック様式に基づいて仕事をしていたギブズに替わって、古い基盤の上に新しいやり方で建築をやり直すためにコーレン・キャンベルが任命された。これはイギリスの建築の歴史において重要な転換点であった。キャンベルの仕事は厳格なパッラーディオ様式であった。キャンベルとバーリントンの審美的嗜好は、すぐに一致したが、バーリントン・ハウスで内装の仕事をしており、二人の側近であったウィリアム・ケントの力によるものだった。その結果、あらゆる世代のイギリスの建築と内装装飾の世界に大きな影響をもたらすこととなった。キャンベルの仕事は以前の建物の形をきちんと踏襲し構造の多くを再利用したが、従来型の南側正面の外観は、彫刻が省略され欄干に置き換えられて、パッラーディオ様式による厳格な2階建ての建物となった。1階 は建物の象徴とでもいうべきピアノ・ノビーレ (大きな家屋の主たる階を意味する。主たる応接室と寝室がある。) を支える地下階となった。

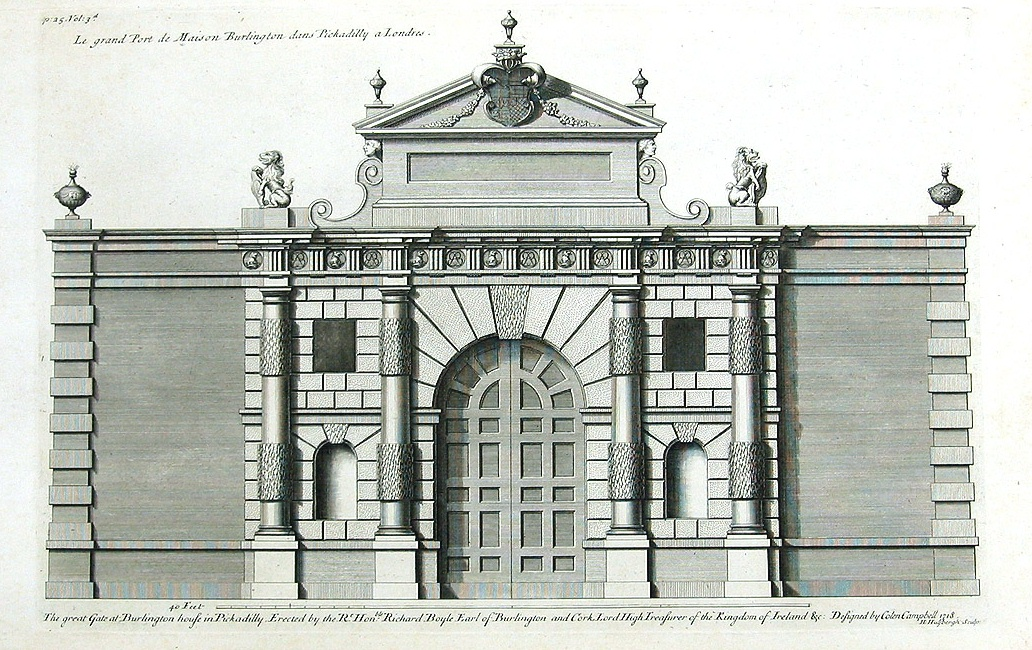
正門、1725年

1722年以降、バーリントンの建築にかける情熱の対象はチジックハウスに移っていった。 1753年にバーリントンが亡くなると、バーリントン・ハウスは、娘のシャーロットと1748年に結婚していたウィリアム・キャヴェンディッシュ (後の第4代デヴォンシャー公爵) に譲られたが、デヴォンシャー家は既にピカデリー通り沿いにデヴォンシャーハウスを持っていたので、不要なものであった。1815年、第4代デヴォンシャー公爵の三男、ジョージ・キャベンディッシュ (George Cavendish, 1st Earl of Burlington) (英語版) は彼の甥 である第6代デヴォンシャー公爵 (William Cavendish, 6th Duke of Devonshire) (英語版) から7万ポンドでバーリントン・ハウスを買い取った。ジョージは、階段を中央に移し建物東端のダイニングルームと西端のダンスホールを結んだバロック建築様式のスイートルームを作るために、サミュエル・ウェア (Samuel Ware) を採用した。ウェアの仕事はパッラーディオ様式によるもので、バロック復興建築 (Baroque Revival architecture) (英語版) のイギリス式の初期の原型を提供するものだった。1819年、敷地の西側に沿って、近代的ショッピング・センターのさきがけの一つバーリントン・アーケード が作られた。
1854年、建物を解体し、ロンドン大学の建物を建てる目的でイギリス政府に140,000ポンドで売却された。しかしながらこの計画は反対され、1857年にはロイヤル・アカデミー・オブ・アーツ、ロンドン・リンネ協会、化学会 (後の王立化学会) が入ることとなった。

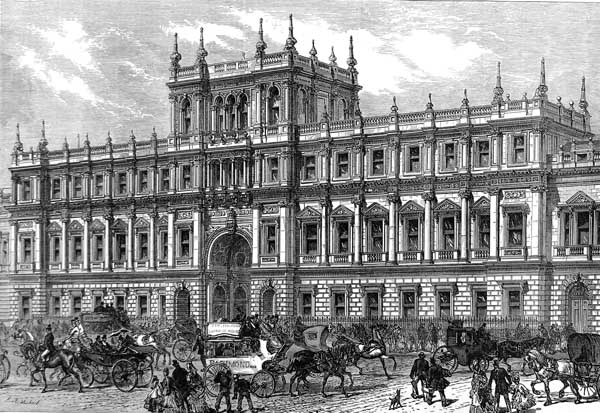
ピカデリーサーカスから見たバーリントン・ハウス Illustrated London News, 1873年

## ロイヤル・アカデミー・オブ・アーツ
1867年に、999年間のリース契約を、年間1ポンドで結んだ。その後、シドニー・スマーク (Sidney Smirke) (英語版) 、ロバート・リチャードソン・バンクス (Robert Richardson Banks) (英語版) 、チャールズ・ベリー・ジュニア (Charles Barry, Jr.) (英語版) 等の協力により、コーレン・キャンベルスタイルの改築が行われ、1873年に工事は完成。

## 「中庭協会」 (the Courtyard Societies)
1874年にロンドン地質学会・王立天文学会・ロンドン考古協会が入居した。

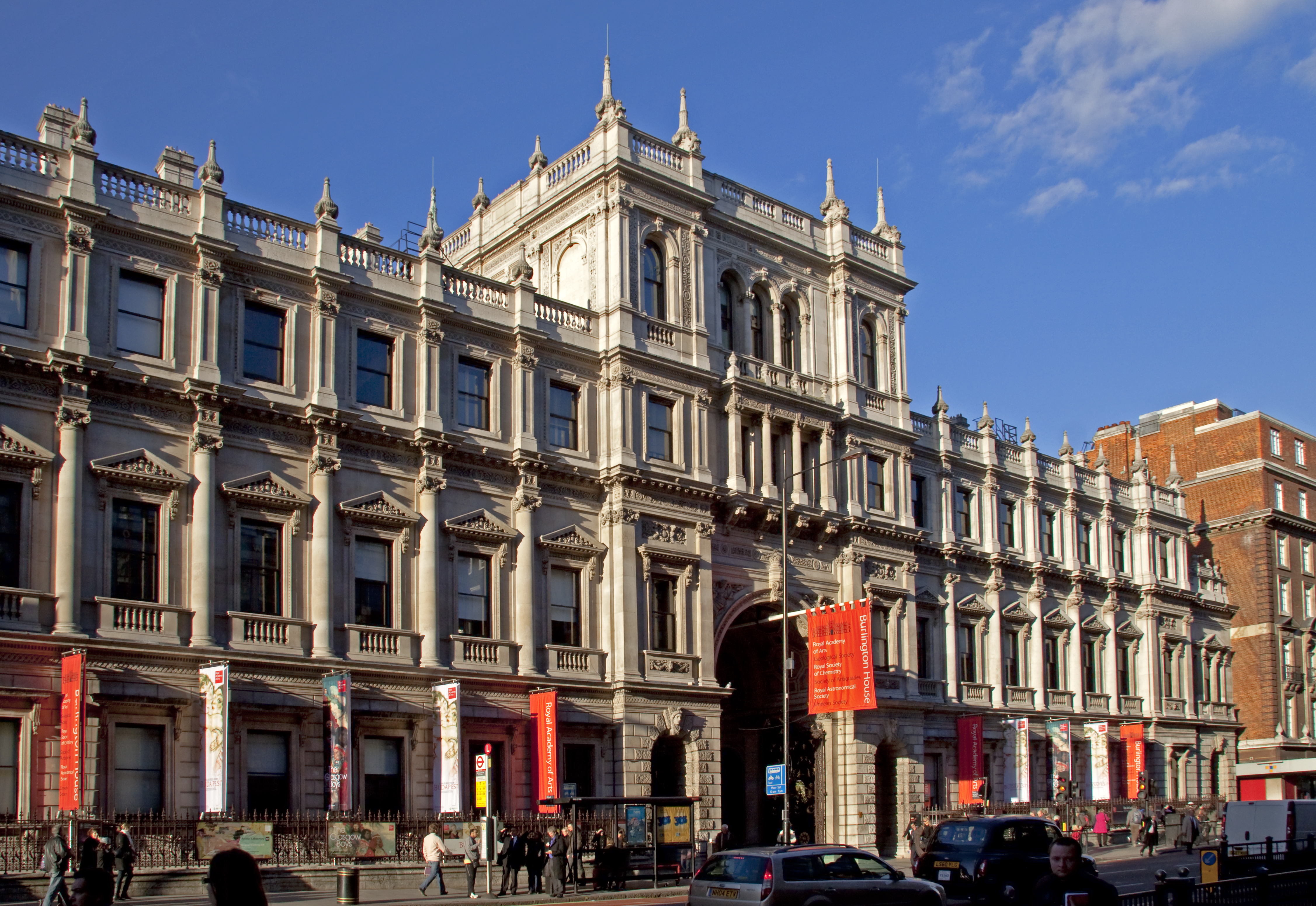
撮影：2010年

この配置は、王立天文学会と王立化学会がカールトン・ハウス・テラスの新しい施設に一部移転する1968年まで続いた。新しい施設では、王立化学会と英国アカデミーがスペースを分け合った。英国アカデミーは1998年に完全にカールトン・ハウス・テラスに移動し、王立化学会は空いた東ウィングのスペースを引き継いだ。

## 一般公開

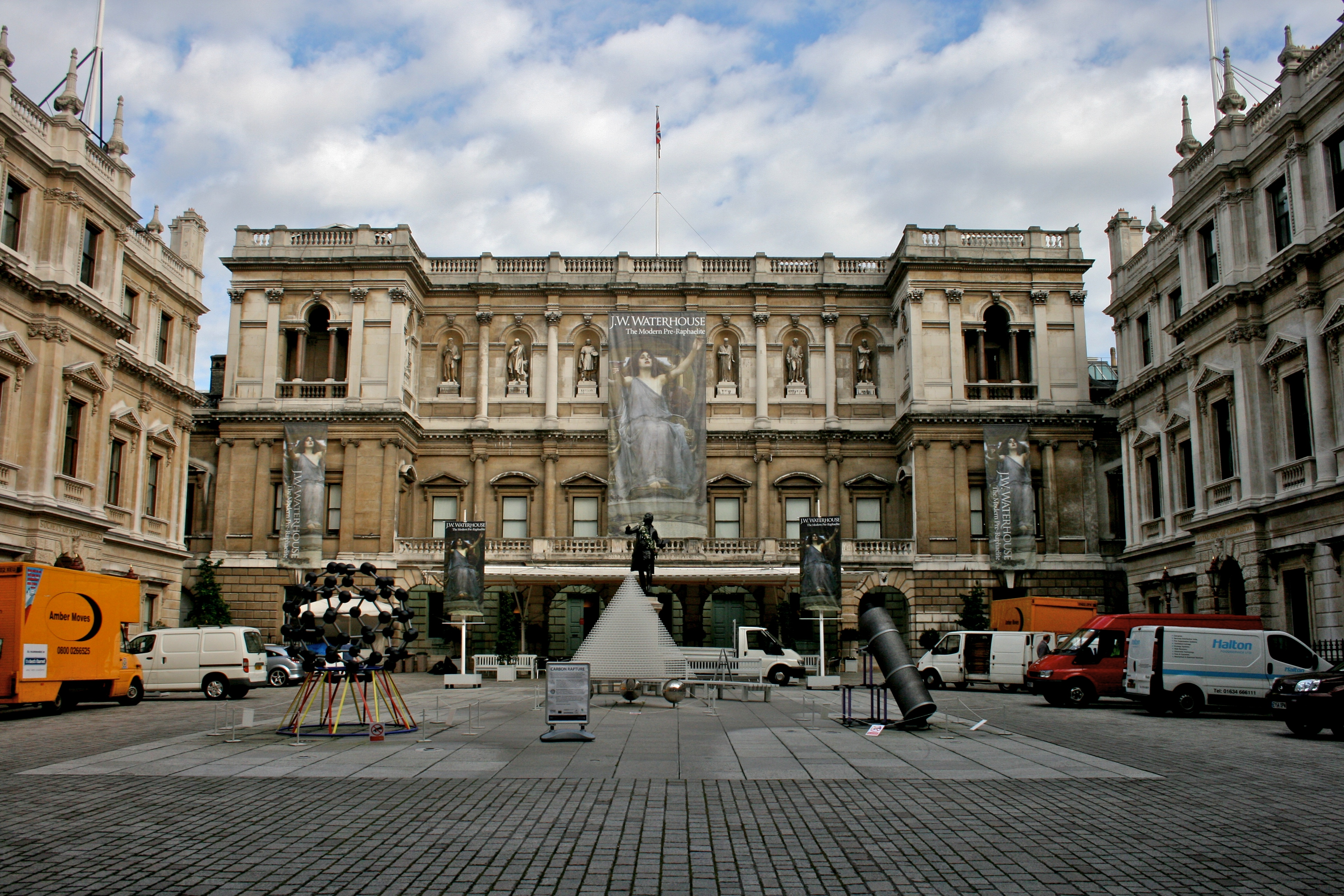
中庭、2009年

「アネンバーグ・コートヤード」(Annenberg Courtyard) として知られている中庭は、日中一般に公開されている。そこにはロイヤル・アカデミー・オブ・アーツの初代校長ジョシュア・レノルズの彫像が飾られており、噴水は彼が生まれた時間の惑星のパターンに配置されている。
ロイヤル・アカデミー・オブ・アーツの一般公開は、19世紀に様々な追加工事が行われたメインブロックで開催されている。会員による作品のうち優れたものの永久所蔵コレクションを多く含んでいる。ピアノ・ノビーレにあるメイン応接室は「ジョン・マジェスキー・ファインルーム」 (John Madejski Fine Rooms) として復元された後、2004年に公開された。
東部分には他の学会が入っているが一般公開されていない。